# Salomon de Bray
Salomon de Bray (Amszterdam, 1597 – Haarlem, 1664) holland festő, költő és városi építész. Fia Jan de Bray híres festő lett.

## Élete
Salomon de Bray 1617-ben Haarlemben telepedett le, ahol Hendrik Goltzius-nál és Cornelis van Haarlemnél folytatott tanulmányokat. Amszeterdamban Pieter Lastman volt a mestere. 1630-ban lett tagja a haarlemi Szent Lukács festő céhnek. 1625-ben megnősült. Valószínűleg pestisben halt meg. Tíz gyermeke közül három festő lett, közülük Jan de Bray vált ismertté.

## Munkássága
Salomon de Bray történelmi tárgyú képeket, portrékat és tájképeket egyaránt festett. Katolikusként valószínűleg oltárképeket is festett az akkor Hollandiában rejtőzésre kényszerített katolikus egyház „házi templomai” számára. Közreműködött a hágai királyi palota dekorációjában is. Művei a holland barokk szellemét sugározzák, és Pieter de Grebber művészetéhez kapcsolhatóak. Jeles múzeumok őrzik képeit, a budapesti Szépművészeti Múzeumban Zakariás és az angyal című képe látható.
A festészet mellett Salomon de Bray ezüstművesként, költőként és városi építészként is tevékenykedett. Építészként részt vett a haarlemi városháza és több más nevezetes haarlemi, warmondi és nijmegeni épület létrehozásában. Salomon de Bray barátja volt Cornelis Padbrué zeneszerző, aki megzenésítette egy költeményét.

## Galéria

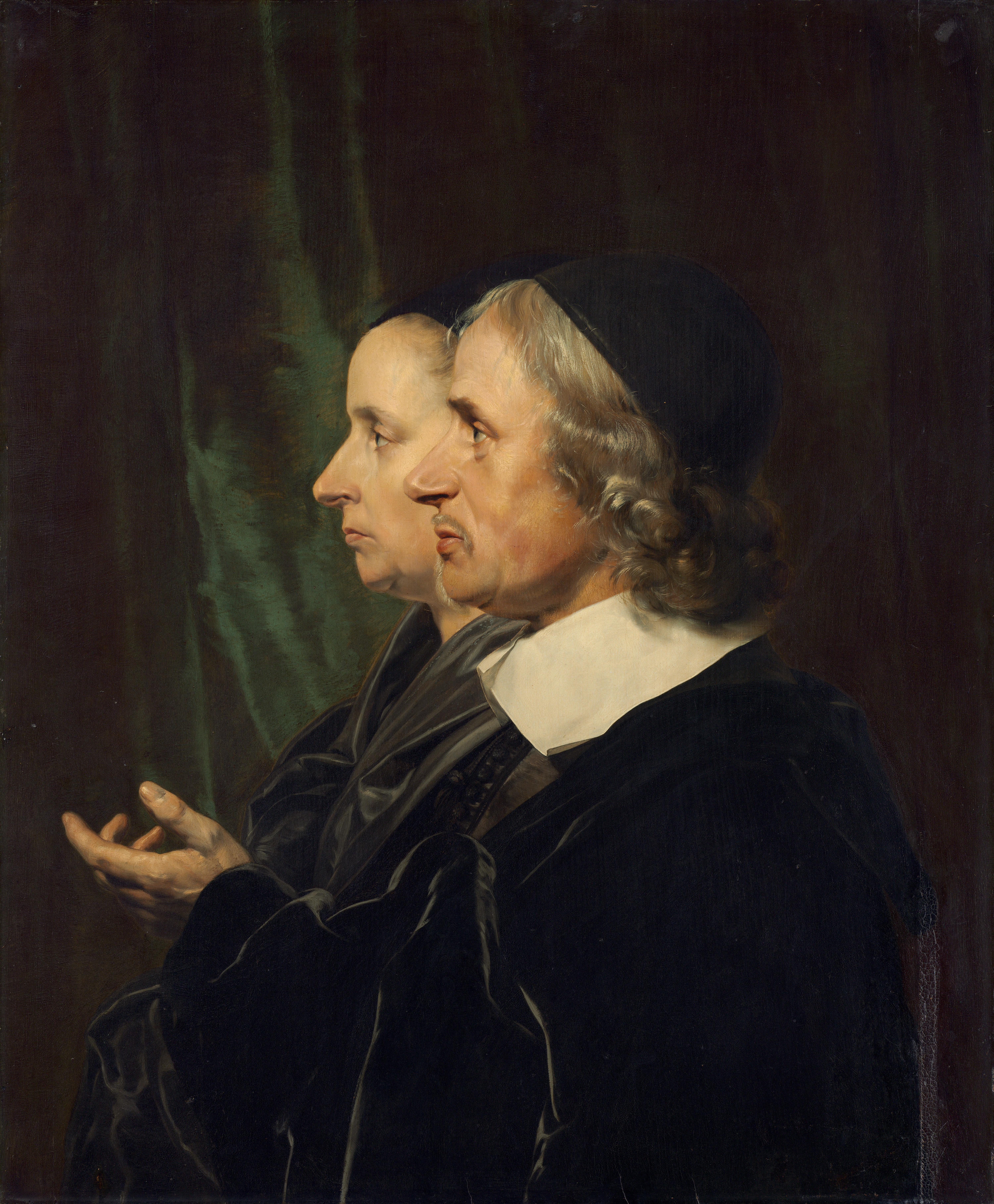
Salomon de Bray és felesége portréja Jan de Bray által (posztumusz kép; 1664 körül; magángyűjteményben)
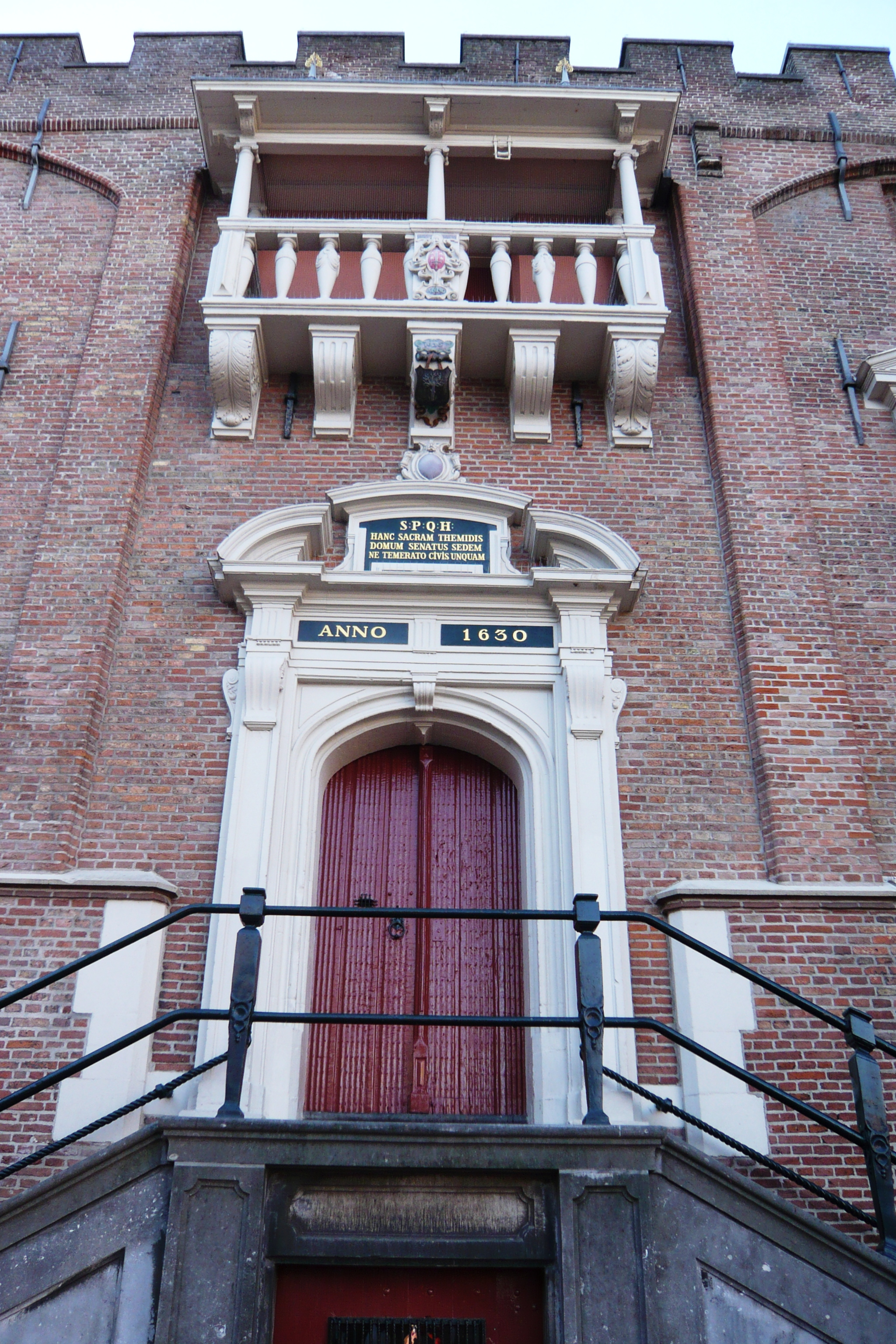
A haarlemi városháza balkonja és kapuja (1630)
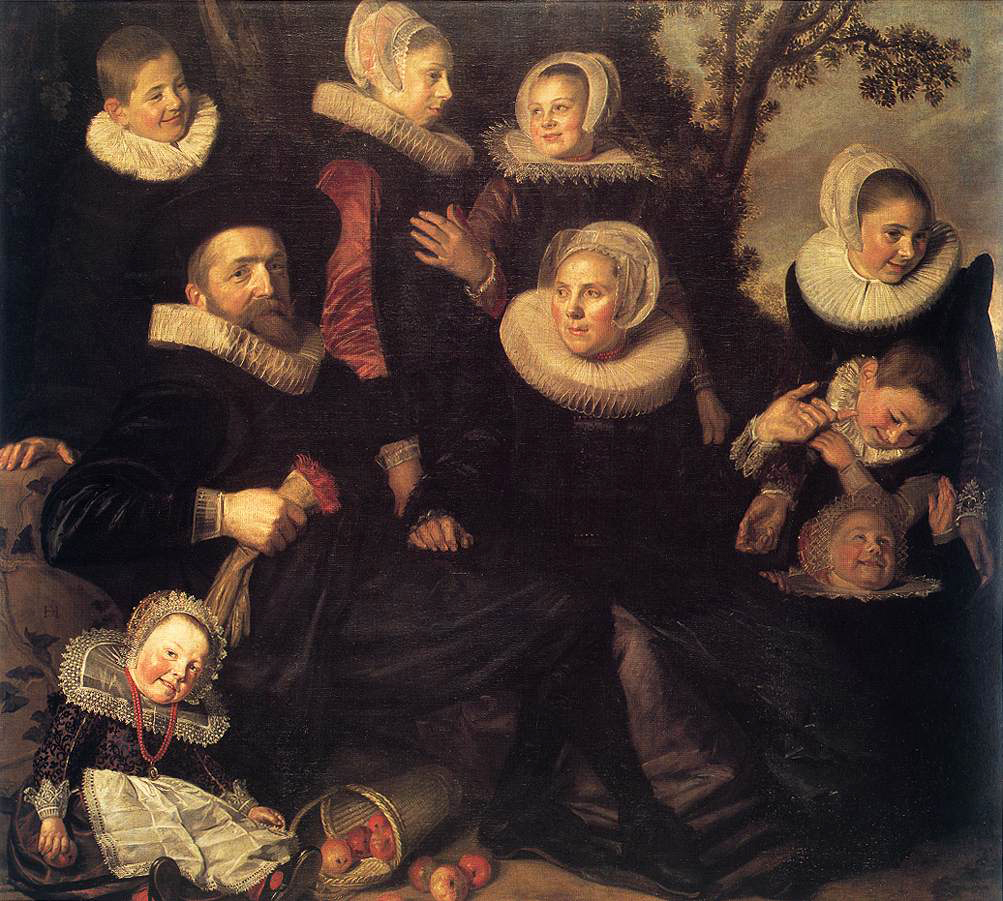
Családi kép tájban (Frans Hals festővel együttes alkotás 1620-28 közt; Toledo Museum of Art, Toledo, Ohio)
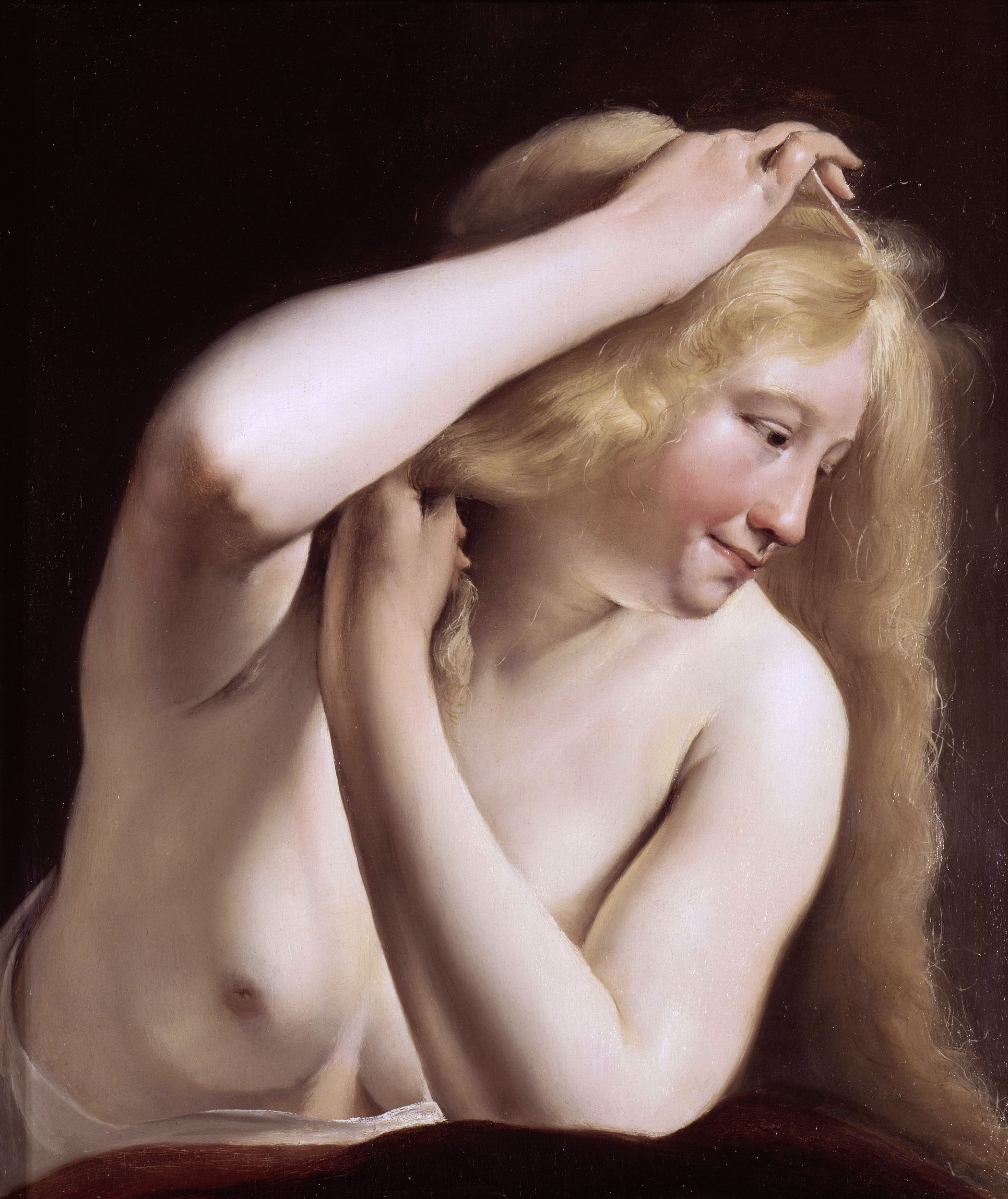
Akt, 1635 (Louvre, Párizs)
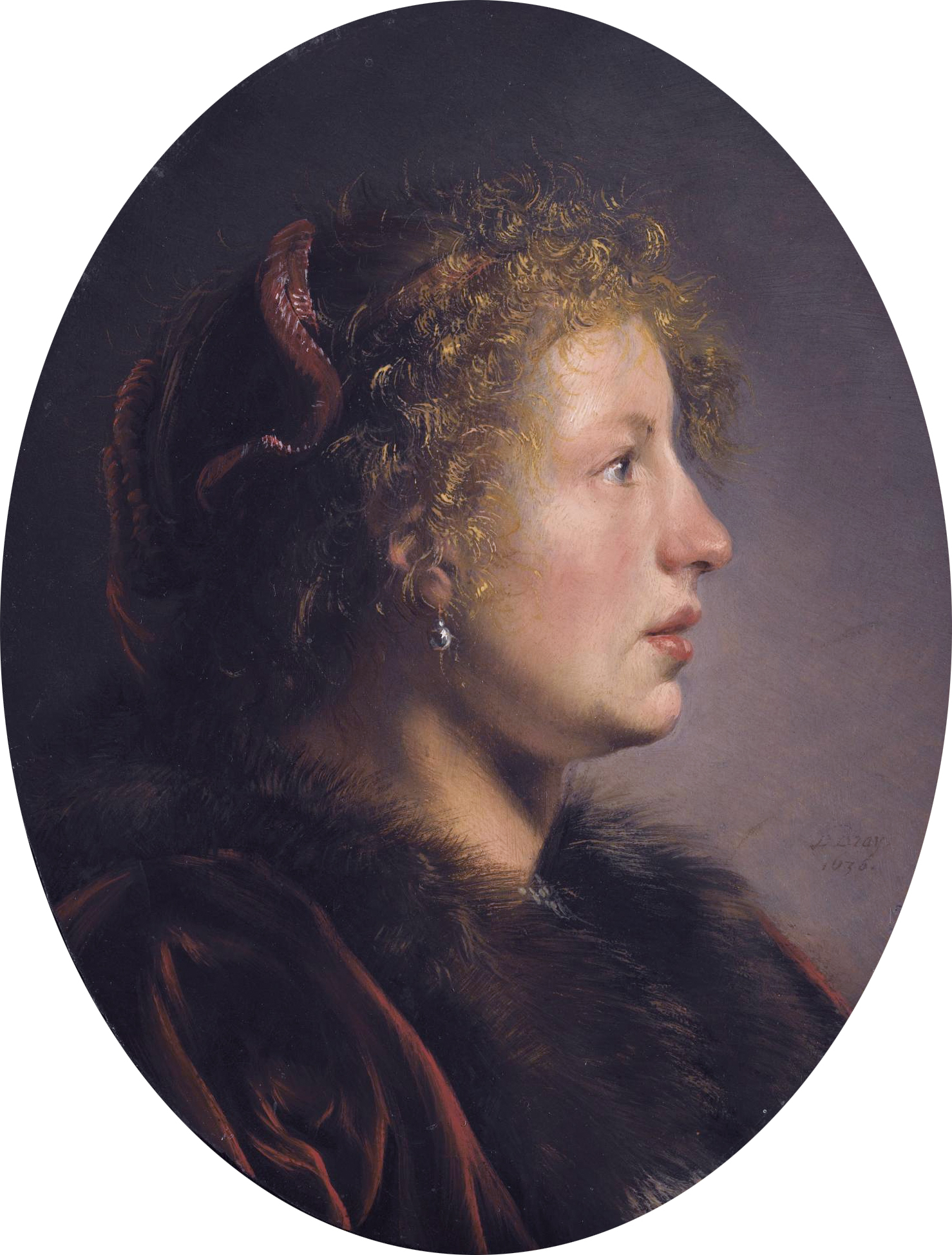
Fiatal nő profilja (1636)
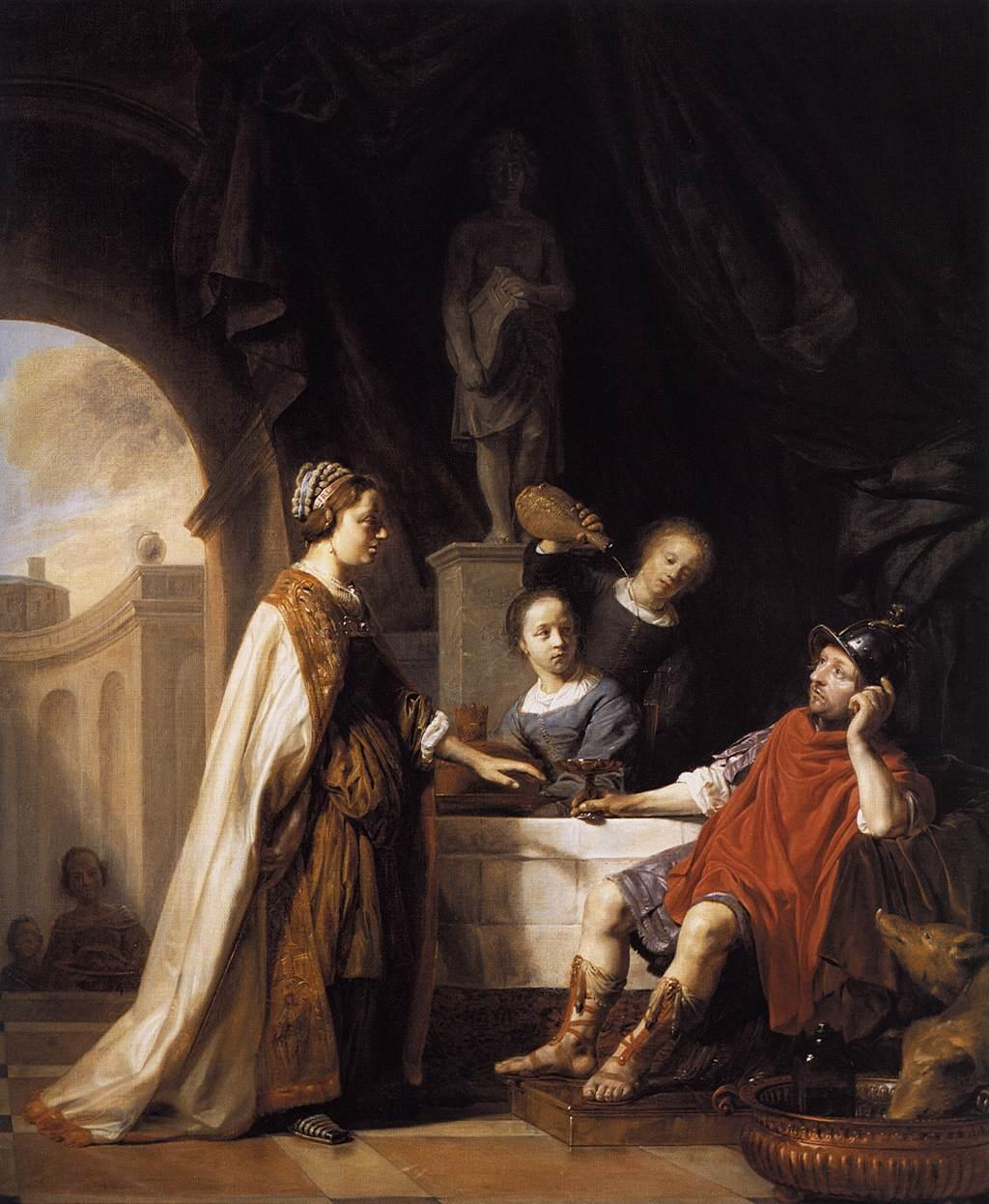
Odüsszeusz és Kirké (1660-65; magángyűjteményben)